# Gyldendal Norsk Forlag
Gyldendal Norsk Forlag, běžně nazývané jako Gyldendal N.F (v Norsku často jenom jako Gyldendal), je jedno z největších norských nakladatelství.  Založeno bylo v roce 1925. Nelze jej zaměňovat za dánské nakladatelství Gyldendal, se sídlem v Kodani (založeno v roce 1770), které dříve vydávalo knihy pro Norsko i Dánsko.

## Historie
Nakladatelství bylo založeno v roce 1925, když skupina norských investorů zakoupila díla tzv. Velké čtyřky a Knuta Hamsuna, které byly dříve publikovány v dánském nakladatelství Gylendal. Hlavní roli v založení společnosti hráli Harald Grieg, který se stal také ředitelem nakladatelství, a Knut Hamsen, který poskytl základní kapitál a stal se největším podílníkem.
Společnost vydává učebnice, knížky pro děti, literaturu faktu i krásnou literaturu.

## Výkonní ředitelé
Od roku 1925 bylo nakladatelství vedeno těmito řediteli:
- 1925-1941: Harald Grieg
- 1942–1944: Tore Hamsun
- 1945–1970: Harald Grieg
- 1970-1980: Ingebrikt Jensen
- 1980-1990: Andreas Skartveit
- 1990-1995: Nils Kåre Jacobsen
- 1995–současnost: Geir Mork